# High on Fire
High on Fire is een Amerikaanse heavymetalband. Hun muziek wordt meestal geclassificeerd als stonermetal of doommetal. Zanger-gitarist Matt Pike speelt ook gitaar bij de band Sleep, pioniers in het stoner metal genre.

## Biografie
Matt Pike startte de band in 1998 met de drummer Des Kensel en bassist George Rice (van Dear Diseased, hij deed oorspronkelijk auditie als zanger). De eerste opnames van de band werden uitgebracht op 12th Records, met het album The Art of Self Defense, wat later zou worden uitgebracht op Man's Ruin Records (en weer later opnieuw uitgebracht door Tee Pee Records).
De band tekende daarna een contract bij Release Records voor de productie van het album Surrounded by Thieves (uitgebracht in 2002). Na een grootse tournee ter promotie van het album besloot bassist George Rice de band ter verlaten.
Het volgende album van de band, Blessed Black Wings uit 2005, werd grotendeels geschreven door Pike en Kensel zelf, de bassist Joe Preston (van ex-Melvins, en Thrones) sloot zich bij de band aan voor de opnames en een promotietournee met de band. Na iets van een jaar toeren verlaat ook Preston de band (het gerucht gaat dat dit de consequentie was van een hectisch tourschema gecombineerd met de gewoonten te feesten na de show).
De bassist Jeff Matz van Zeke sloot zich aan bij de band om de tournee af te maken, en hij zou ook in mei 2007 met de band de studio in duiken onder begeleiding van de producent Jack Endino (Nirvana, Mudhoney). Het nieuwe album zal Death Is This Communion gaan heten, en wordt verwacht te worden uitgebracht in september 2007 na een korte promotie tournee vooraf. De band toert in september tot oktober langs alle grote podia door Noord-Amerika samen met de Japanse band Mono, en ook Panthers and Coliseum.

## Bezetting

### Huidige leden
- Matt Pike - gitaren, zang
- Jeff Matz - bas
- Des Kensel - drums

### Voormalige leden
- Joe Preston - bas
- George Rice - bas
- Carl Larson - gitaar
- Ron Crockett - bas

## Discografie

### Ep's
- Early Recordings (promotie-ep; 12th Records)
- Split 7" met Ruins (Skin Graft Records, 2005)

### Albums
- The Art of Self Defense (Man's Ruin Records, 2000)
- Surrounded by Thieves (Relapse Records, 2002)
- Blessed Black Wings (Relapse Records, 2005)
- Death Is This Communion (Relapse Records, 2007)
- Snakes For The Divine (Century Media Records/EMI Group 2010)
- De Vermis Mysteriis (Century Media Records/EMI Group 2012)

### Gelimiteerde oplage's
- Live from the Relapse Contamination Festival (beperkt tot 2000 kopieën; uitgebracht door Relapse Records in 2005)

-Bevat een cover van het nummer Witching Hour door Venom. Het hele album was live opgenomen in Trocadero in Philedelphia.